# Шимечко, Юлия Анатольевна
Юлия Анатольевна Калина (укр. Каліна Юлія Анатоліївна, род. 24 октября 1988 года в Донецке, Украинская ССР) — украинская тяжелоатлетка. Призёр чемпионата мира 2009 года, чемпионка Европы 2015 года.

## Биография
Тренировалась у Василия Кулака.
На Олимпиаде 2012 года Юлия Калина заняла третье место с результатом 235 кг (106 кг в рывке и 129 кг в толчке). После своей третьей (последней) попытки в толчке (129 кг) Калина занимала текущее первое место, однако после неё ещё оставались попытки шести спортсменок. Представительница КНДР Чон Чхун Ми и представительница Тайваня Ко Синчунь не смогли превзойти результат Калины. Чемпионка мира Анастасия Новикова из Белоруссии в третьей попытке толкнула 133 кг (в сумме это было бы 236 кг), однако двое судей из трех не засчитали эту попытку, таким образом Анастасия не смогла обойти Юлию и в итоге финишировала на 7-й позиции. Тайская спортсменка Раттикан Гульной взяла 130 кг и 134 кг (в сумме — 234 кг), но 136 кг не взяла, так в итоге она имела 1 кг меньше, чем у Юлии. Китаянка Ли Сюэин, которая стала олимпийской чемпионкой, взяла в сумме 246 кг, установив новый олимпийский рекорд. Пимсири Сирикаев из Таиланда с результатом 236 кг заняла второе место.
14 июля 2016 года Международный олимпийский комитет (МОК) лишил украинскую штангистку Юлию Калину бронзовой медали Олимпийских игр 2012 года в Лондоне за использование допинга. Согласно решению МОК Калина лишается третьего места и должна вернуть медаль.
В 2012 году была награждена орденом Княгини Ольги 3-й степени.